# Gravel and Tar Classic
Gravel and Tar Classic – jednodniowy wyścig kolarski rozgrywany w Nowej Zelandii od 2016.
Gravel and Tar Classic organizowany jest od 2016. Pierwsze dwie edycje (2016 i 2017) odbyły się poza kalendarzem UCI, a od 2018 wyścig dołączył do cyklu UCI Oceania Tour z kategorią 1.2.
Wyścig odbywa się na trasie wokół miejscowości Palmerston North.
Organizowany jest również kobiecy wyścig o tej samej nazwie.

## Zwycięzcy
Opracowano na podstawie:
| Rok  | Pierwsze         | Drugie           | Trzecie          |          |
| ---- | ---------------- | ---------------- | ---------------- | -------- |
| 2016 | Logan Griffin    | Alex West        | Alexander Ray    |          |
| 2017 | Robert Stannard  | Alex West        | Glenn Haden      |          |
| 2018 | Ethan Berends    | Michael Torckler | Hayden McCormick |          |
| 2019 | Luke Mudgway     | Ryan Christensen | Cyrus Monk       |          |
| 2020 | Hayden McCormick | Luke Mudgway     | Samuel Volkers   |          |
| 2021 | Aaron Gate       | Luke Mudgway     | Ryan Christensen |          |
| 2022 | odwołany         | odwołany         | odwołany         | odwołany |
| 2023 | Ben Oliver       | James Fouché     | Paul Wright      |          |
| 2024 | Josh Burnett     | Boris Clark      | Tali Lane Welsh  |          |